# 交流道
（常簡寫為IC）是交叉公路之间立体交叉并相互连通的交叉口。交流道利用立體交叉與數條匝道組成，引導車輛轉換不同公路的交通設施。
（簡寫作SIC），中国大陆简称枢纽互通立交，是指高速公路（或其他封閉式干线公路，下同）与另一条高速公路之间提供连续、快速的交通转换功能的交流道。而高速公路与普通道路之交叉口，中国大陆则称之为一般互通式立体交叉（Service Interchange）。

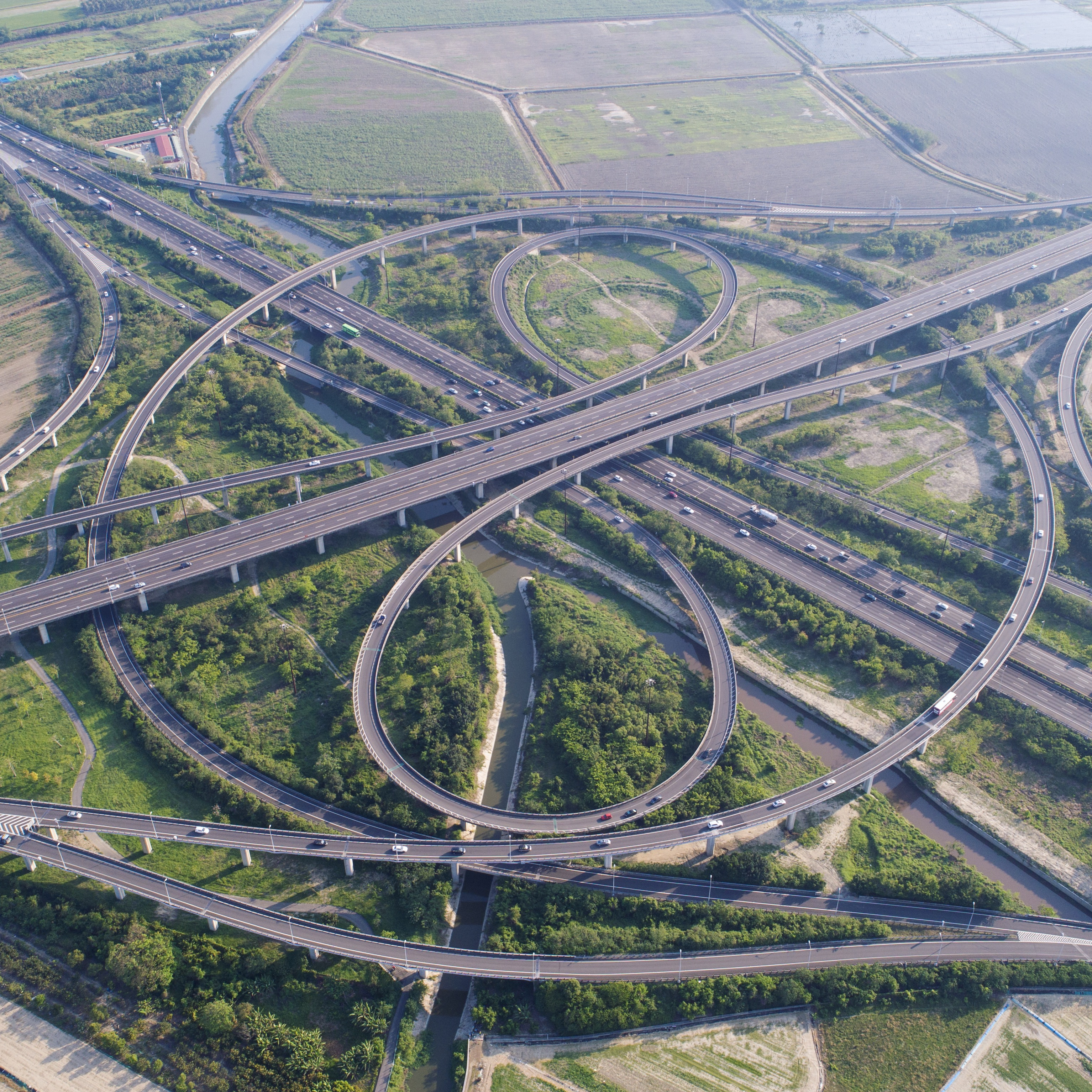
位于台灣台南市的一處系統交流道空拍圖（台南系統交流道）

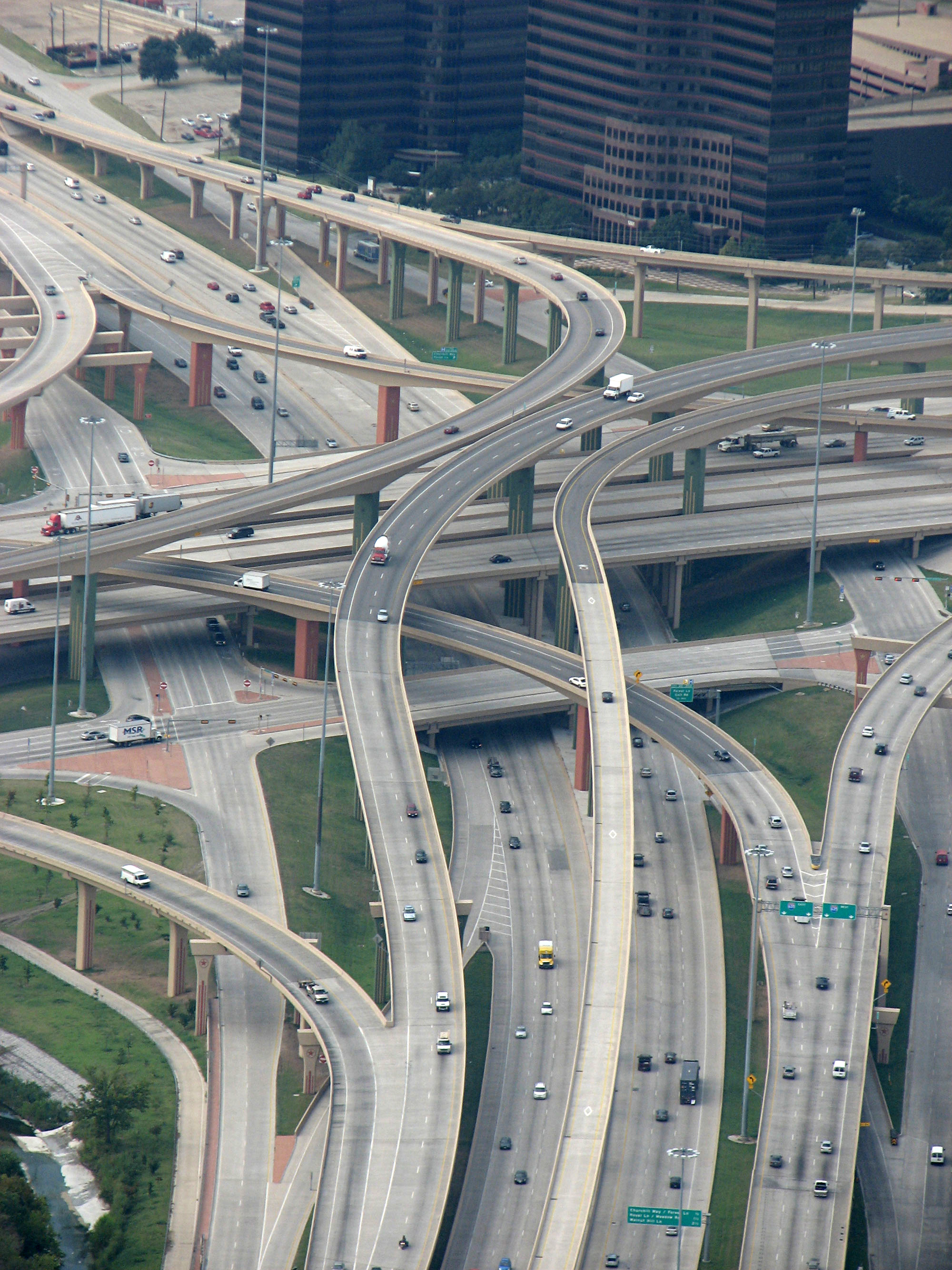
美國德克薩斯州達拉斯市中心的一座五層交流道

需要注意的是，日文语境下的“ジャンクション”（簡寫作JCT），既可以泛指包括平面交叉、立体交叉在内的各类道路交叉，也可以专指交流道。

## 相关名詞解釋

交流道名詞示意圖

下列名詞以靠右行駛的道路設計為基礎，與靠左行駛的道路設計，僅左右兩邊互換而已。
匝道（進口、出口匝道；上、下匝道）
一小段提供車輛進出主線（高速公路或高架道路）等的陸橋／斜道／引線連接道。
匝字有環繞之意，Ramp指的是斜坡，早期台灣國道採土堤建築，考量當時汽車性能與道路坡度，交流道多半採用廻轉半徑大的環道進出高速公路，故稱為匝道。
直接式匝道（Directional ramp/road）
將右轉車道設於右方，以高速公路較為常見。
非直接式匝道（Non-directional ramp/road）
將左轉車道設於右方，設置環道（loop）銜接其他公路。
半直接式匝道（Semi-directional ramp/road）
與非直接式匝道雷同，但捨去環道，改以路線較長、起伏較大的高架道路連接。
交織路段（Weaving）
因匯流、分流或其他因素導致行車主線，短時間車流混亂的路段，稱為交織路段。
集散道（Collector-distributor road）
為解決交織路段的車流問題，部份交流道加入集散道的設計，舒緩交織路段的交通。

## 系統交流道之类型
系統交流道，泛指2條以上之封閉式道路的交會點，車輛走向自成一個系統，不干涉其交匯處以外的道路交通。
- 依道路等級交匯有以下分類：
  - 2條高速公路交匯的交流道。
  - 1條高速公路與1條快速公路交匯的交流道。
  - 2條快速公路交匯的交流道。
  - 1條快速公路與高架道路交匯的交流道。
- 單獨系統
  - 高架道路與高架道路交叉
  - 高架道路與平面封閉式道路交叉
- 服務型系統
除了連接封閉式道路，還可以連絡地方性道路與其它交流道，例如:
  - 臺灣國道一號鼎金系統交流道
  - 臺灣國道一號仁德系統交流道

系統交流道（英語：System Interchange）在亚洲（如台湾）、美洲（如美國加利福尼亚州、愛阿華州、明尼蘇達州、華盛頓州）等世界各地均有使用。

### 四方向

#### 苜蓿葉型
| 苜蓿葉型 |
| -------- |
|          |

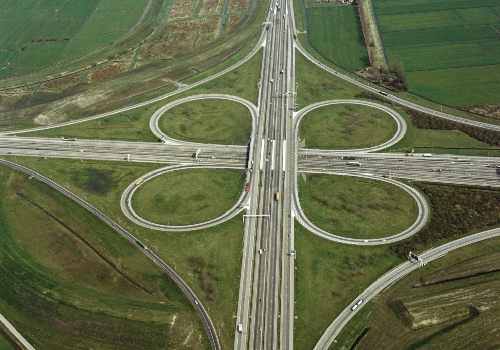
高速公路上的「苜蓿葉型」交匯處實景

苜蓿葉型（英語：Cloverleaf），也稱作四葉型、幸運草型，是設置四個環形匝道，讓左轉車輛行駛約270度的環道後自右側匯入高速公路。優點在於無平面交叉，匝道不互相干擾。缺點為占地面積大，且路線迂迴較長，兩環間的路段也容易形成交織路段（可施設集散道解決），直行車輛易受轉向車輛干擾。例如：臺灣中山高速公路嘉義交流道、 马来西亚南北大道南段士姑来交通枢纽和甘拔士交通枢纽（原菱形交流道）等。

#### 環狀型
| 環狀型 |
| ------ |
|        |

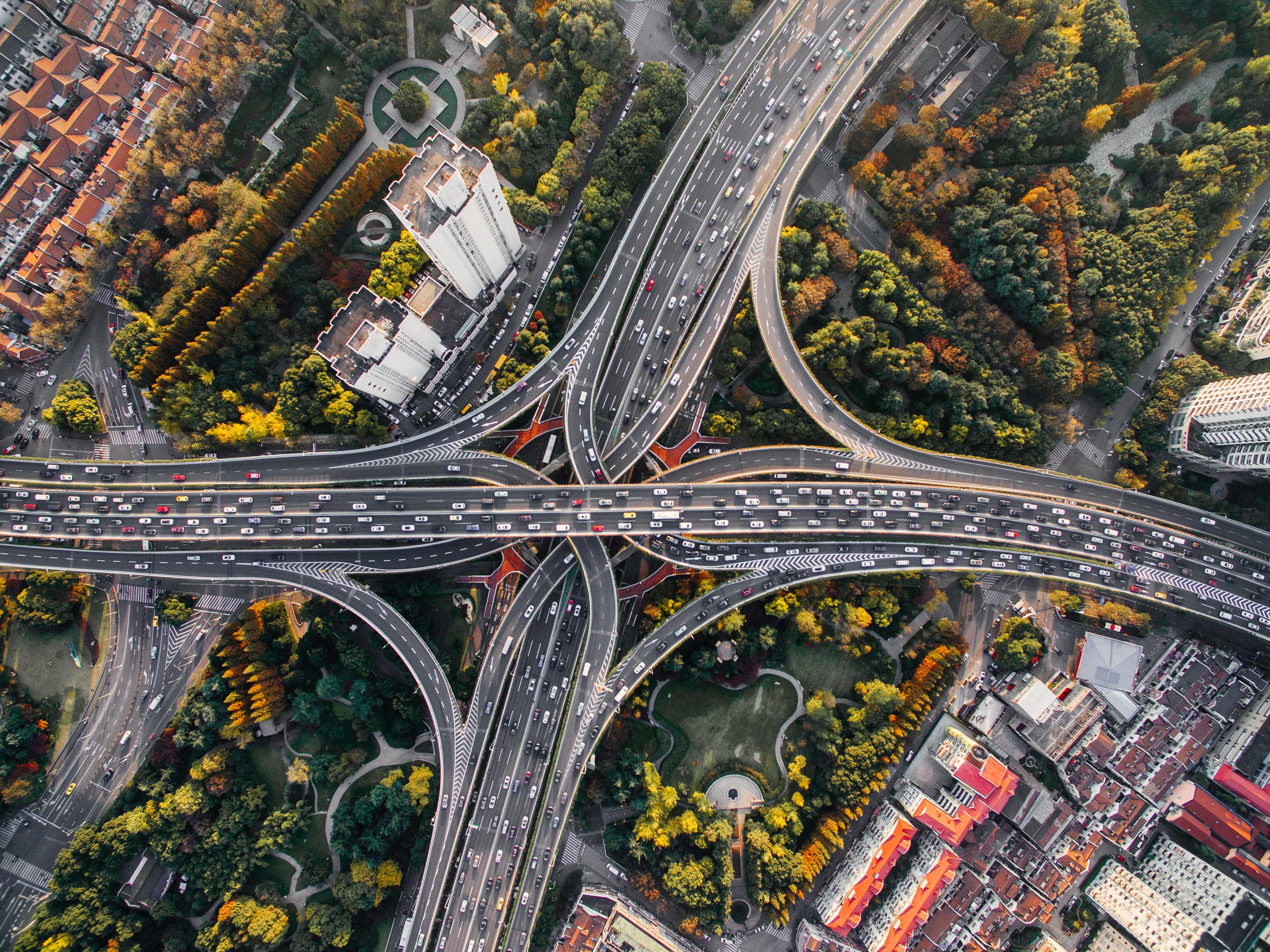
上海延安東路的環狀型交流道

環狀型（英語：Stack），又稱作定向式，為設置全方向的高架半直接式匝道穿越兩高速公路間，與對向右轉匝道相互匯流後再匯入高速公路；其交流道層數多，無苜蓿葉型容易產生車流交織的缺點，但造價較昂貴，也容易產生視覺上的景觀衝擊，一般多為三層。例如：臺灣福爾摩沙高速公路大甲交流道、 马来西亚西部疏散大道的Bukit Kiara交通枢纽、马来西亚地不佬大道与巴西古当快速公路

#### 環狀苜蓿葉型
| 環狀苜蓿葉型 |
| ------------ |
|              |

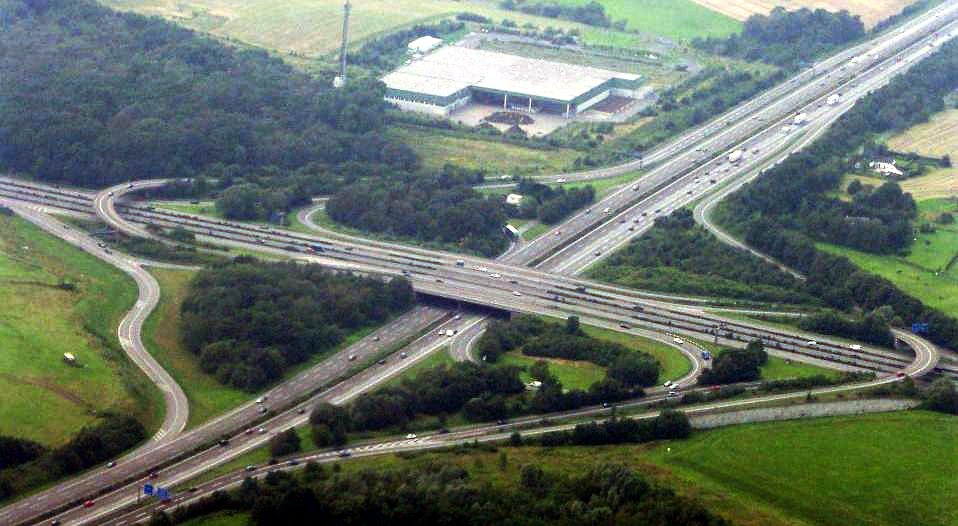
環狀苜蓿葉型交流道

環狀苜蓿葉型（英語：Cloverstack），為苜蓿葉型交流道和環狀型交流道的結合體。不但擁有環狀型交流道的優點，造價也比較便宜。例如：臺灣中山高速公路與福爾摩沙高速公路的汐止系統交流道、中国大陆福银高速公路的青口互通。

#### 漩渦型
| 漩渦型 |
| ------ |
|        |

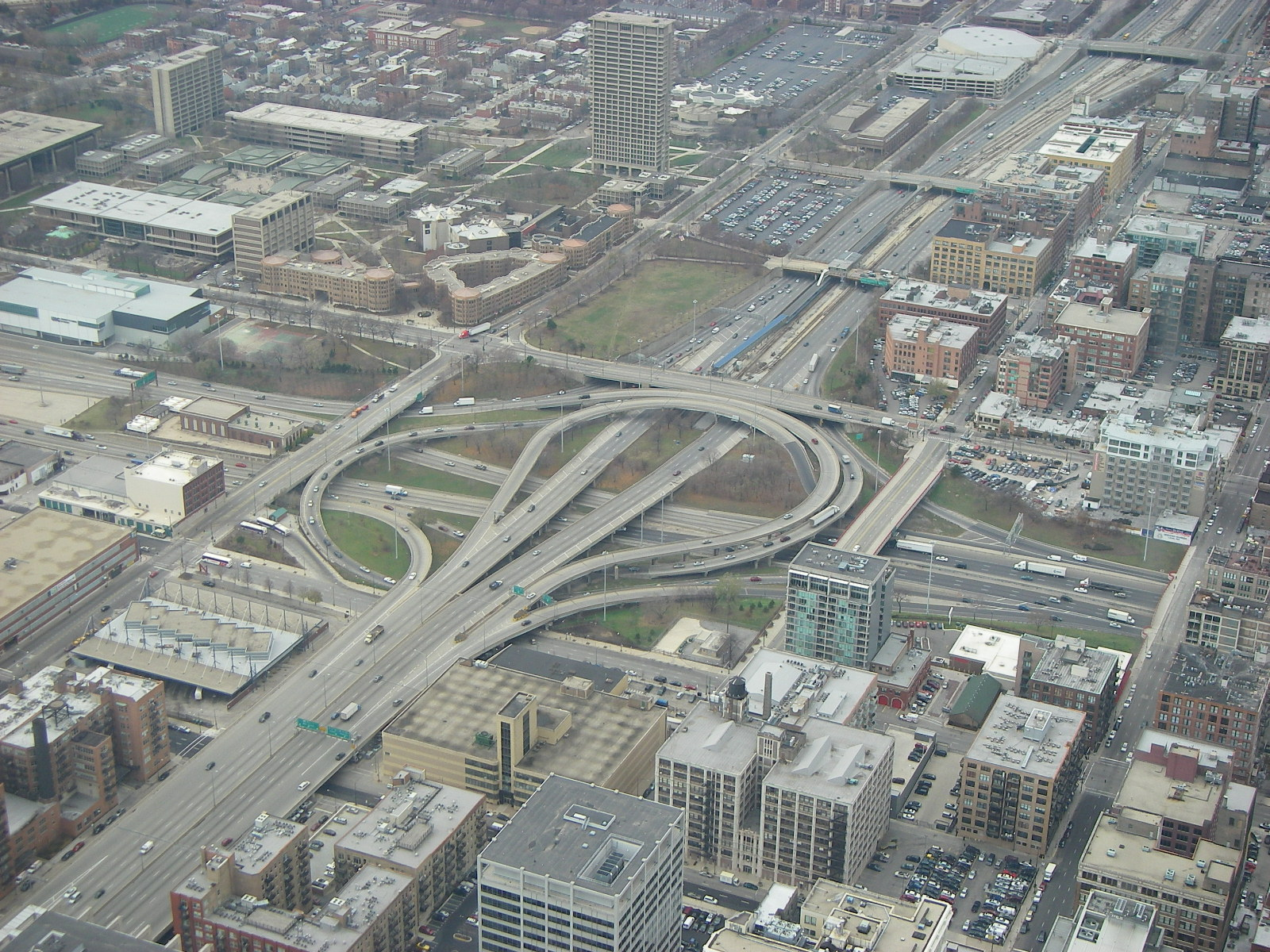
位於美國伊利諾州芝加哥的簡·伯恩交流道為典型漩渦型交流道的例子

漩渦型（英語：Turbine），又稱作風車型，為環狀型交流道的變形，比起前者可減少交流道的層數和造價。通常使用於較少車流量或崎嶇的地區，其匝道可順應地形和用地限制改變其佈設。

### 三方向
混合堆疊型（英語：Mixmasters），為環狀型與喇叭型交流道的結合體，又被稱作意大利面条路口，複數路線之交匯點，利用多條高架匝道連結各路線，匝道有時平行主線，不一定是同方向，為某路線之起終點。
例如：臺灣臺北市忠孝橋與環河南北快速道路的匝道、美國加利福尼亞州奧克蘭附近的麦克阿瑟迷宫、洛杉磯的东洛杉矶交流道

#### 喇叭型
| 喇叭型A | 喇叭型B |
| ------- | ------- |
|         |         |

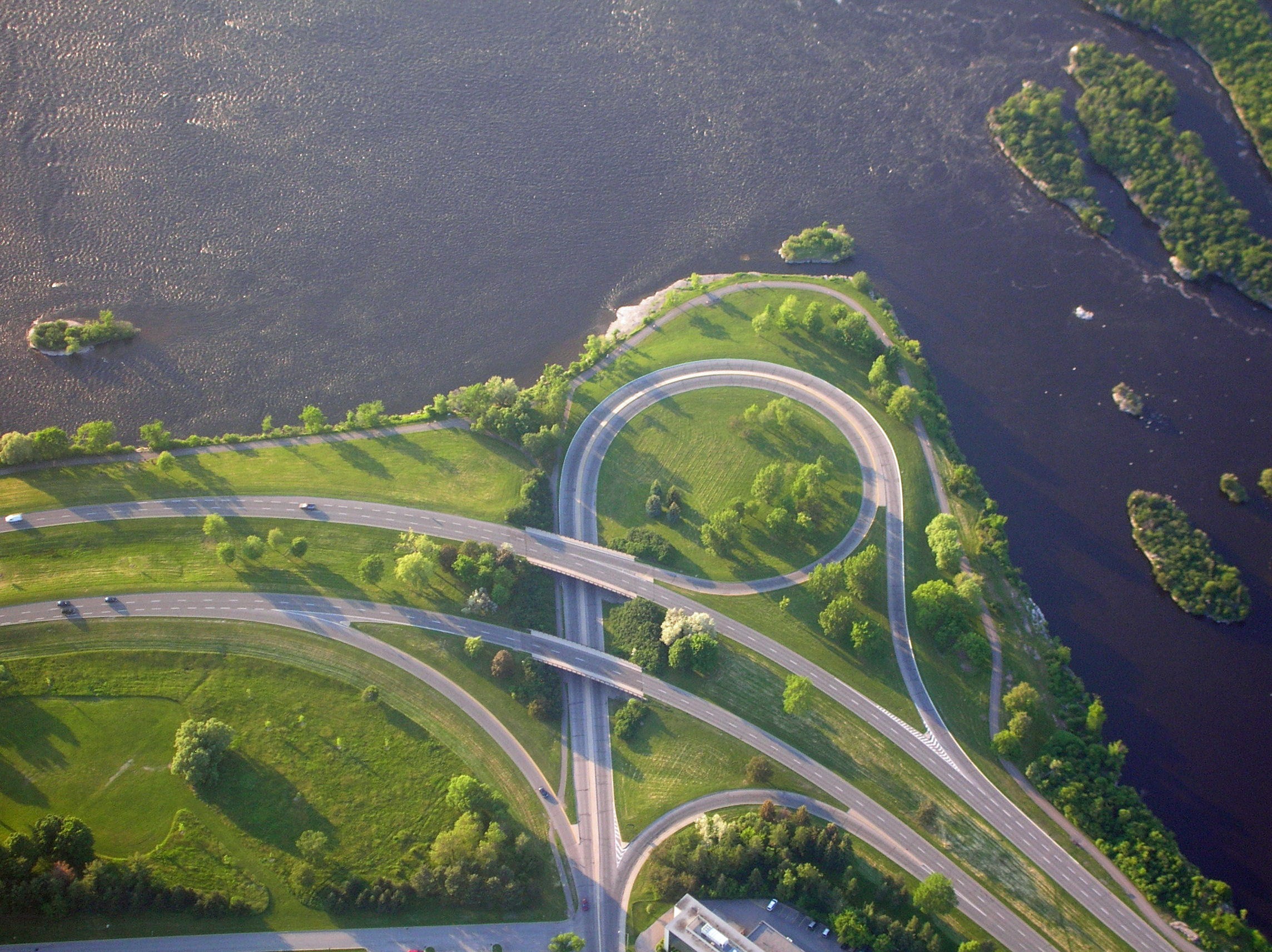
渥太華的喇叭型交流道實景

喇叭型（英語：Trumpet），是高速公路與其他公路與交叉，出入口皆位於同一處，因設置兩條直接式匝道、一條半直接式匝道與一環道形似喇叭而得名，其中環道供車流量較小的一方進出。此型交流道適合匝道收費之高速公路系統使用，是第二代的交流道型式。例如：臺灣中山高速公路的三重交流道（喇叭型A）、頭屋交流道（喇叭型B），香港吐露港公路的第6號出口（喇叭型A）、香港元朗公路的第15號出口（喇叭型B）、中国大陆大多数高速公路交流道、马来西亚高速公路大多数交流道皆採用此型式交流道。

#### Y型

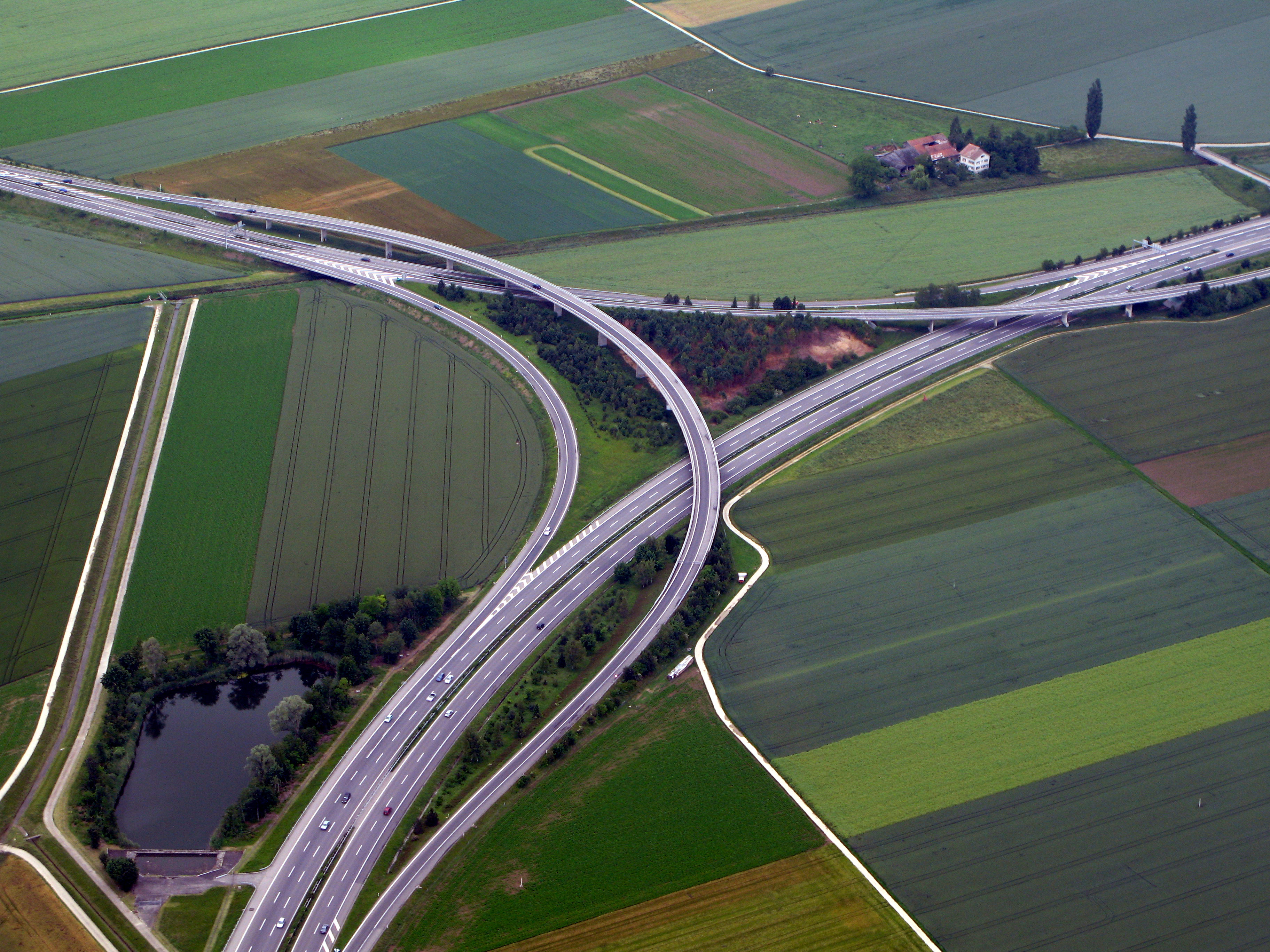
位於瑞士洛桑的Y型交流道

| Y型1 | Y型2 |
| ---- | ---- |
|      |      |

Y型（英語：Directional-T），是喇叭型捨去環道，改以路線較長、起伏較大的半直接式匝道連接。適合車流量需求較高或採用匝道收費之高速公路系統使用，同樣也是次世代之交流道型式。缺點為造價需求較高，且容易造成視覺衝擊。例如：臺灣福爾摩沙高速公路與桃園環線的鶯歌系統交流道（Y型1）、福爾摩沙高速公路與水沙連高速公路的霧峰系統交流道（Y型2），香港屯門公路的第18號出口（Y型1）、香港元朗公路的第16號出口（Y型2）、香港9號幹線&3號幹線交滙處（Y型2）， 马来西亚南北大道北段武吉兰樟交通枢纽（Y型2）， 马来西亚南北大道南段汝来交流道（Y型2）、 马来西亚南北大道南段与 南北大道第二中环衔接大道交通枢纽（Y型2）。

### 雙方向

#### 分叉轉換式
籃網式（英語：basketweave），在臺灣稱為轉接道。在相同方向上兩條高快速道路，行駛的車輛使用在兩個行車道之間產生的高架橋或下坡道進行路線切換，優點是不導致車輛交織。這些轉換車道通常設在最右側之車道出入口，但是可以被配置成在中間車道以避開最外側車道之大型車輛。
例如臺灣中山高速公路（以下簡稱中山高）北上線與五楊高架分流匝道於泰山轉接道匯入中山高，五楊高架與中山高平行，中山高於五股交流道分出汐五高架，中山高與汐五高架和五楊高架互相平行，五楊高架又在五股轉接道與汐五高架合併為一條獨立的高架道路。相對地，中山高南下線，汐五高架、五楊高架與中山高，匯流方式恰與北上線相反。

#### 分岔式
| 分岔式 |
| ------ |
|        |

分岔式（英語：Partial Y），又被稱作半套Y型，是Y型捨去一邊的匝道而成。也可看做一條道路從左右兩邊分出匝道，再合併為一條獨立的快速道路。但只能一邊出去，一邊進入。通常作為舊路壅塞而改線至外環道路（英語：Bypass Routes）的方案。例如：臺灣中山高速公路的八堵交流道， 马来西亚东海岸大道的加叻交流道（西出東入）。

#### 雙C型
雙C型（英語：Double C Type），是由兩個C型環狀道組成，特性亦與分叉式交流道相同。適合用於山區或地勢起伏較大的地方。例如：臺灣水沙連高速公路的北山交流道

## 互通立交之类型

### 鑽石型
| 基本鑽石型 | 簡易鑽石型 |
| ---------- | ---------- |
|            |            |

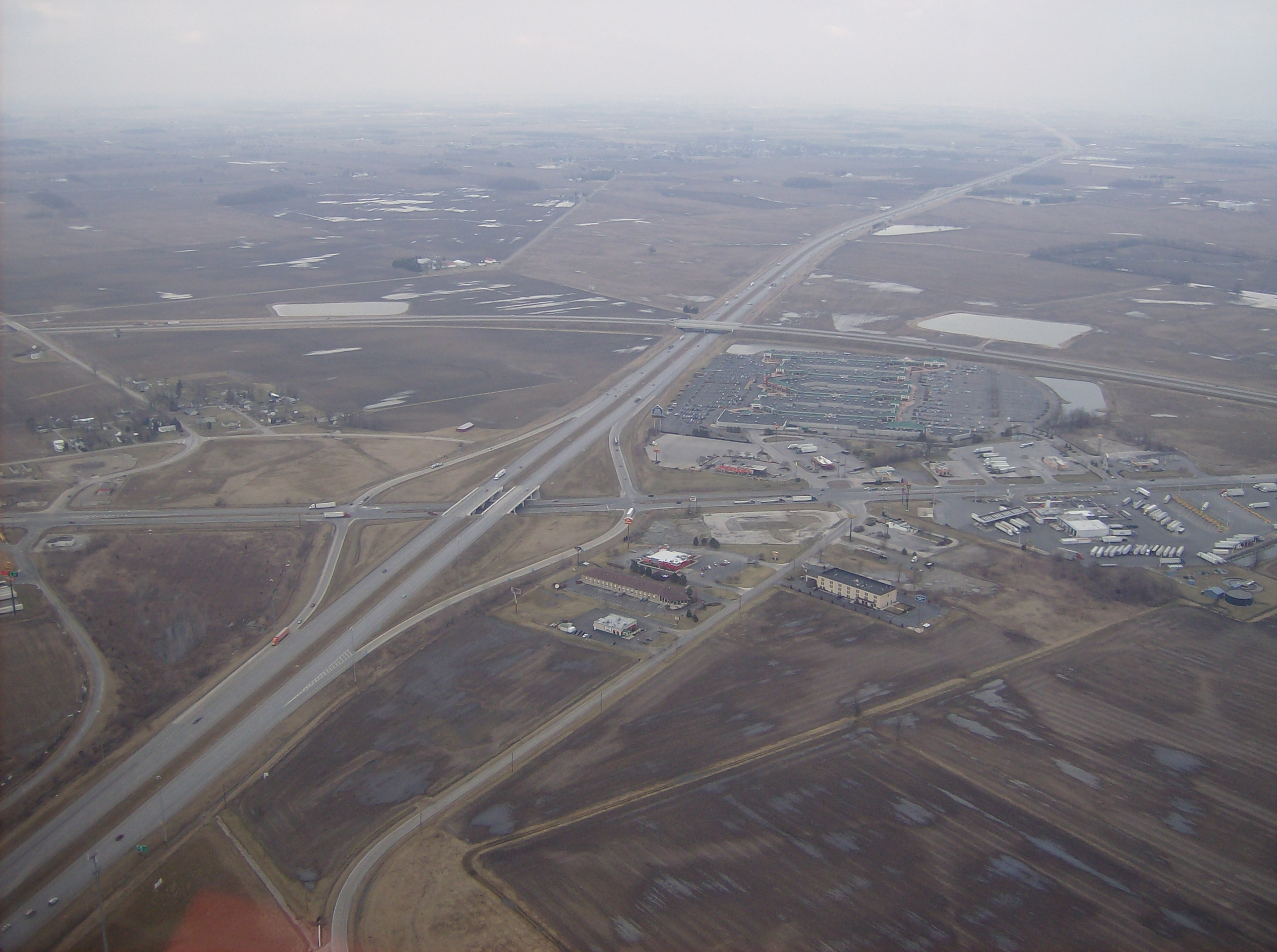
美國俄亥俄州的鑽石型交流道實景

鑽石型（英語：Diamond），又稱菱形交流道，此型式之動線較單純、用地較小，但交通量大時容易堵塞，常見於聯絡地區性道路的交流道。例如：臺灣中山高速公路（國道一號）的湖口交流道。
另有簡易鑽石型（亦稱上下匝道），比起基本鑽石型所需用地更少，但僅適合車流量稀少的道路使用。例如：臺灣福爾摩沙高速公路的長治交流道和香港大埔公路沙田段的沙田市中心交匯處（與沙田鄉事會路相交）

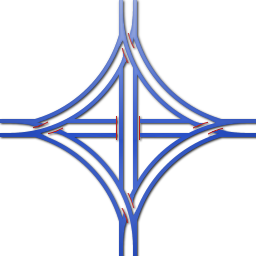
完整鑽石型

完整鑽石型（亦稱全菱型），是大型的多層次交流道，使用高架橋與下坡道來處理右轉和左轉車道。相較於環狀型交流道，視覺衝擊較小，造價也較少，有些會結合平面道路。例如：臺灣中山高速公路的彰化交流道，美國奧克拉荷馬州的40號州際公路和44號州際公路的交會處。

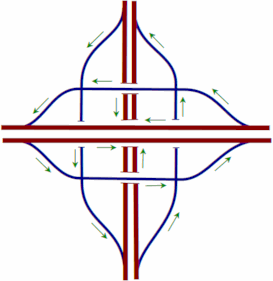
三級鑽石型 藍色是匝道與集散道路

三級鑽石型（英語：three-level diamond），通過兩個主要道路交通的分層（通常是平面道路）從集散道路傳遞交通路口。它的設計類似於三層堆疊交流道，但使用交通號誌管制交叉路口，並且可以將其視為融合在一起的兩個簡易鑽石型交流道。
在三層菱形交流道中，兩條主要道路位於不同的層上，而在第三層（通常在地面）中，存在匝道與集散道路連結的狀況，交叉路口成為一個單向道路的方形。出口匝道靠右行駛時順時針旋轉，轉向不同方位道路時逆時針旋轉。在集散道的每個角上，是一條主要道路的出口匝道和另一條主要道路的入口匝道的終點。
從一條道路轉移到另一條道路以進行總體右轉的交通只能通過方型的一個拐角，然後在此處轉右。進行整體左轉的交匯必須直行經過遇到的第一個路口，在下一個路口左轉，然後直行通過第三個路口進入另一條主要道路、例如：臺灣福爾摩沙高速公路的中投交流道。

分割鑽石型

分割鑽石型（英語：Split diamond diamond）具有其斜道分割兩十字路口之間，集散道路與出口匝道/入口匝道連結每個十字路口，集散道路有的很長，並與一般道路平行。十字路口本身可以是單向或雙向的，通常使用天橋（轉向交通使用專用道）連接。

紅色天橋 十字路口轉向交通專用道

如果存在用於長途的高乘載（HOV）車道，則可以將菱形交流道的坡道折疊到內部車道，而不是外部車道。在城市地區，這節省了一些空間，並且只需要一個交叉路口，而不是兩個單向交叉路口，而在農村或郊區，可以將其轉換為單點交匯處。這反過來又減少了等待時間，但有紅綠燈的小路上，這可能是一個交通繁忙瓶頸點、例如：臺灣中山高速公路的林口交流道。

### 双十字钻石型
双十字菱形立交

### 部份苜蓿葉型

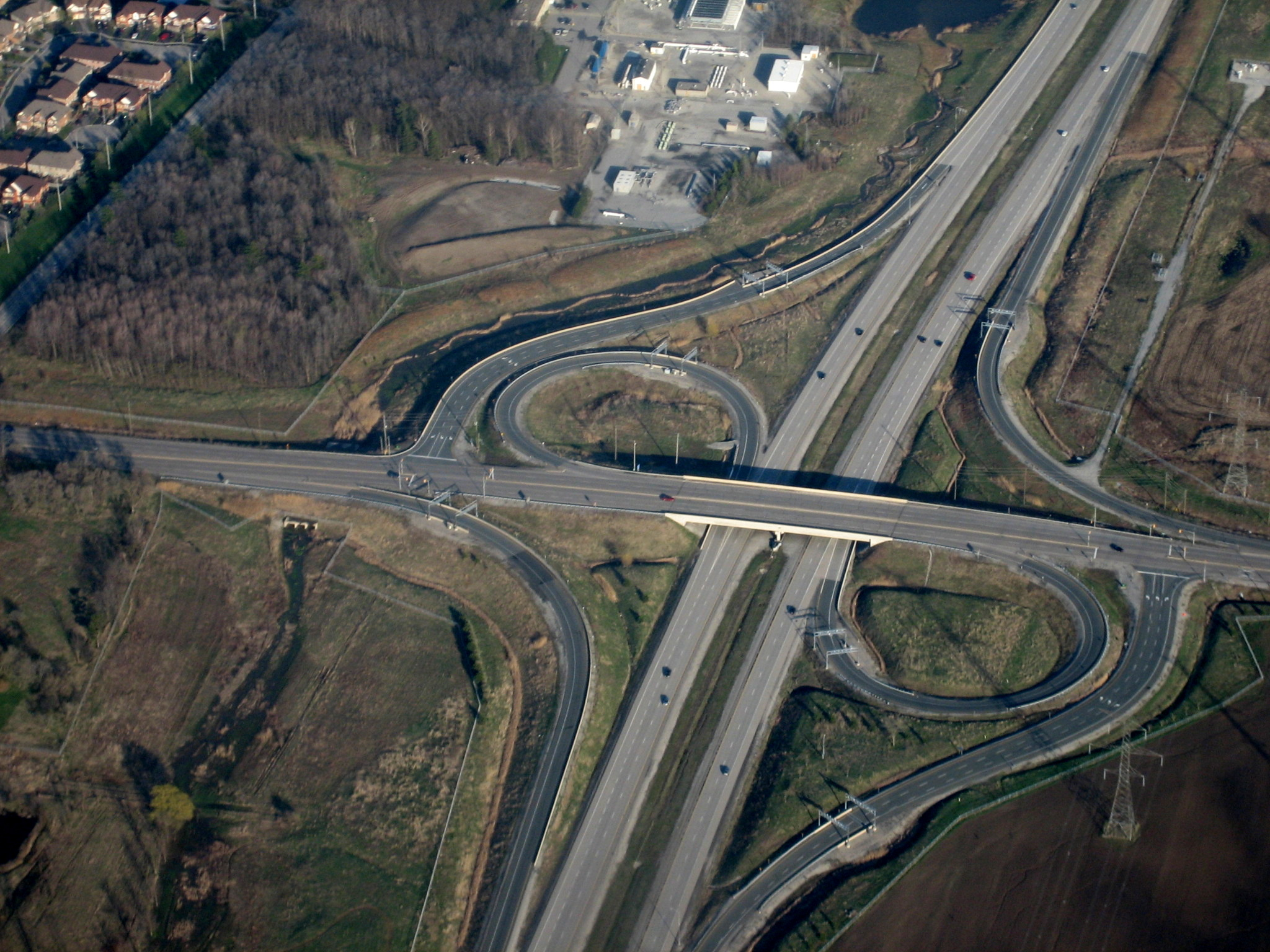
位於加拿大安大略省大多倫多地區的密西沙加與米爾頓的交界的安大略407號省道與普通道路的部份苜蓿葉A4型交流道

部份苜蓿叶型交流道

#### 部份苜蓿葉A2型、B2型
| 部份苜蓿葉A2型 | 部份苜蓿葉B2型 |
| -------------- | -------------- |
|                |                |

部份苜蓿葉型（Parclo，為Partial Cloverleaf的簡稱）是鑽石型混合一到三條非直接式匝道（環道）而成。與苜蓿葉型相比，在取得土地興建的彈性更大。缺點為環道設計容易造成車流回堵。
A2型與B2型不同的地方於A型的匝道位於二、四象限，B型匝道的則位於一、三象限。例如：臺灣福爾摩沙高速公路的九如交流道（部份苜蓿葉A2型）

#### 部份苜蓿葉A4型、B4型
| 部份苜蓿葉A4型 | 部份苜蓿葉B4型 |
| -------------- | -------------- |
|                |                |

B4型、A4型與 A2型、B2型 不同的地方在於原有空白的象限上多了條直接式匝道。例如：臺灣中山高速公路的斗南交流道（部份苜蓿葉A4型）。

#### 部份苜蓿葉AB型
| 部份苜蓿葉AB型 |
| -------------- |
|                |

部份苜蓿葉AB型，亦稱為摺疊式鑽石型（英語：Folded diamond）交流道，此類型交流道通常設置於和鐵路平行且靠近的公路上。例如：臺灣中山高速公路的北斗交流道， 马来西亚芙蓉-波德申大道的芦骨交流道。

### 單點鑽石型

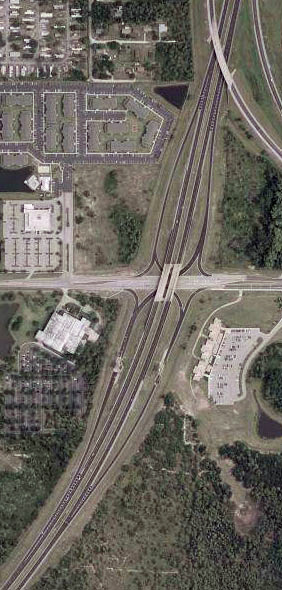
美國佛羅里達州的單點鑽石型交流道

| 單點鑽石型 | 交通動線 |
| ---------- | -------- |
|            |          |

單點鑽石型（英語：Single Point Urban Interchange ,SPUI），亦被稱作水字型，由鑽石型改良而成，將四個左（右）轉匝道集中於一點，並僅需設置一處號誌。結合了鑽石型動線單純及環狀型能負荷大交通量的優點。缺點為唯一的號誌損壞時容易造成交通的混亂。例如：臺灣中山高速公路的幼獅交流道。

### 環島型
| 環島型 |
| ------ |
|        |

環島型（英語：Roundabout），主線由高架形式通過，相交處由環島來疏導車流。也有主線為平面道路，以環島高架橋來引導車流進出，例如：臺灣中山高速公路的內湖交流道，香港的新界環迴公路的7至11及25號出口、2號幹線的6號出口及10號幹線的1號出口。

### 出口匝道
在雙向的其中一向或兩向僅設置出口方向，無法進入高速公路或快速公路。例如：臺灣中山高速公路的瑞隆路匝道、汐五高架的下塔悠匝道、福爾摩沙高速公路的南深路匝道。

## 外部連結
- Kurumi.com U.S. interchanges directory （页面存档备份，存于）
- Glossary –  Part of the publication Highway Design Handbook for Older Drivers and Pedestrians by the Turner-Fairbank Highway Research Center branch of the U.S. Federal Highway Administration
- Detailed history of interchanges with diagrams （德語）
- How New Jersey Saved Civilization: The first cloverleaf interchange （页面存档备份，存于）